# Trance 80's Vol 5
Trance 80's Vol. 5  gavs ut den 28 juli 2003 som en dubbel-CD av Polystar Records.

## Låtlista

### CD1
1. Murphy Brown Axel F 2003 (Outcast Remix) (2:47)
2. Scooter  The Night (3:23)
3. DJ Dave  Killing Me Softly (3:40)
4. Mandy & Randy  Nothing's Gonna Stop Us Now (4:41)
5. Cover Up  Kids In America (3:16)
6. Beam vs. Cyrus  U Can't Touch This (3:37)
7. Master Blaster  How Old R U? (3:57)
8. Spitfire Ready For This (3:17)
9. Brian Laruso  Everytime (3:45)
10. Digital Rockers  I Believe (3:18)
11. Double U Boys  Around My Dream (3:21)
12. Modern Clubbing  You're My Heart You're My Soul (3:36)
13. Bad Boys Blue  Lover On The Line (Pulsedriver Remix) (4:48)
14. Lichtenfels  Sounds Like A Melody (3:33)
15. Miko Mission  The World Is You (3:38)
16. Scotty  Don't Cry Tonight (3:27)
17. Highclass  Don't Answer Me (3:40)
18. Legato vs. Raggio Di Luna Comanchero 2003 (3:25)
19. Universe  Neverending Story (Short Cut) (3:30)
20. Pulsedriver  Lovesong For A Vampire (4:40)

### CD2
1. Flipsyde  Juliet (Rocco vs. Bass-T Remix) (4:15)
2. 56K  Save A Prayer (3:37)
3. Surfgiants  Who's Sorry Now? (3:06)
4. Space Invaders Raumpatrouille (3:30)
5. Newcastle These Boots Are Made For Walking (2:57)
6. Eric Boy  Love Toy (Fascinated) (3:03)
7. Floorfilla  Sister Golden Hair (3:44)
8. Matter vs. Sabrina Boys Boys Boys (4:02)
9. Phonetic Ratz  Birthday Girl (3:23)
10. Treysa  Burning Lamp (3:26)
11. Gollum & Yanny  Delirious Minds (3:09)
12. Happy Vibes  Why? (3:37)
13. Divine Shoot Your Shot (Shrink Mix) (4:04)
14. Trance Angel  On The Beach (Megara vs. DJ Lee Remix) (3:10)
15. Hardy Hard  Silver Surfer 2003 (DJ Kadozer Remix) (3:27)
16. Woofer  You (3:33)
17. Rocktronic Orchestra  Light My Fire (4:05)
18. Steve Murano  Passion (3:28)
19. H & M Tanzen (2:58)
20. Tube-Tech  The End (3:28)